# حاجي مصيب (بناجوي الغربي)
حاجي مصیب (بالفارسية: حاجی‌مصیب) هي مستوطنة تقع في إيران في قسم بناجوي الغربي الريفي. يقدر عدد سكانها بـ 102 نسمة .